# Lista de vice-governadores de Roraima
Esta é uma lista de vice-governadores do estado de Roraima.

## Titulares
| N°                                           | Vice-governador                              | Imagem                                       | Partido                                      | Partido                                      | Governador                                   | Início do Mandato                            | Fim do Mandato                               | Notas | Ref.                                         |
| Sexta República Brasileira (1985-atualidade) | Sexta República Brasileira (1985-atualidade) | Sexta República Brasileira (1985-atualidade) | Sexta República Brasileira (1985-atualidade) | Sexta República Brasileira (1985-atualidade) | Sexta República Brasileira (1985-atualidade) | Sexta República Brasileira (1985-atualidade) | Sexta República Brasileira (1985-atualidade) | Sexta República Brasileira (1985-atualidade) | Sexta República Brasileira (1985-atualidade) |
| -------------------------------------------- | -------------------------------------------- | -------------------------------------------- | -------------------------------------------- | -------------------------------------------- | -------------------------------------------- | -------------------------------------------- | -------------------------------------------- | --- | -------------------------------------------- |
| 1°                                           | Antônio Airton Oliveira Dias                 |                                              |                                              | Partido Trabalhista Brasileiro PTB           | Ottomar Pinto (PTB)                          | 1º de janeiro de 1991                        | 1º de janeiro de 1995                        | Vice-governador eleito em sufrágio universal. |                                              |
| 2°                                           | Airton Cascavel                              |                                              |                                              | Partido Trabalhista Brasileiro PTB           | Neudo Campos (PTB)                           | 1º de janeiro de 1995                        | 1º de janeiro de 1999                        | Vice-governador eleito em sufrágio universal. | [ 2 ]                                        |
| 2°                                           | Airton Cascavel                              |                                              | Partido Progressista Brasileiro PPB          | Neudo Campos (PSL)                           |                                              | 1º de janeiro de 1995                        | 1º de janeiro de 1999                        | Vice-governador eleito em sufrágio universal. | [ 2 ]                                        |
| 3°                                           | Francisco Flamarion Portela                  |                                              |                                              | Neudo Campos (PSL)                           | Partido Progressista Brasileiro PPB          | 1º de janeiro de 1999                        | 5 de abril de 2002                           | Vice-governador eleito em sufrágio universal. |                                              |
| -                                            | Cargo Vago                                   | Cargo Vago                                   | Cargo Vago                                   | Cargo Vago                                   | Francisco Flamarion Portela (PSL)            | 5 de abril de 2002                           | 1º de janeiro de 2003                        | Vacância do cargo em decorrência da renúncia do governador titular para concorrer a uma vaga no Senado Federal, vice-governador eleito tomou posse no cargo de titular. |                                              |
| 4°                                           | Salomão Afonso de Souza Cruz                 |                                              |                                              | Partido da Frente Liberal PFL                | Francisco Flamarion Portela (PTC)            | 1º de janeiro de 2003                        | 10 de novembro de 2004                       | Vice-governador eleito em sufrágio universal, cassado pelo TSE junto ao titular, em 2004.                                                                               | [ 3 ]                                        |
| 5°                                           | Erci de Moraes                               |                                              |                                              | Partido Popular Socialista PPS               | Ottomar Pinto (PTB)                          | 10 de novembro de 2004                       | 1º de janeiro de 2007                        | 2° colocado na eleição de 2002 assumiu o mandato por decisão do TSE que cassou a chapa vencedora.                                                                       |                                              |
| 6°                                           | José de Anchieta Júnior                      |                                              |                                              | Partido da Social Democracia Brasileira PSDB | Ottomar Pinto (PSDB)                         | 1º de janeiro de 2007                        | 11 de dezembro de 2007                       | Vice-governador eleito em sufrágio universal. |                                              |
| -                                            | Cargo Vago                                   | Cargo Vago                                   | Cargo Vago                                   | Cargo Vago                                   | José Anchieta Júnior (PSDB)                  | 11 de dezembro de 2007                       | 1º de janeiro de 2011                        | Vacância do cargo em decorrência da morte do governador titular e consequentemente, a posse do vice-governador eleito como titular do mandato.                          | [ 4 ] [ 5 ] [ 6 ]                            |
| 7°                                           | Chico Rodrigues                              |                                              |                                              | Democratas DEM                               | José Anchieta Júnior (PSDB)                  | 1º de janeiro de 2011                        | 4 de abril de 2014                           | Vice-governador eleito em sufrágio universal. | [ 7 ]                                        |
| -                                            | Cargo Vago                                   | Cargo Vago                                   | Cargo Vago                                   | Cargo Vago                                   | Chico Rodrigues (PSB)                        | 4 de abril de 2014                           | 1º de janeiro de 2015                        | Vacância do cargo em decorrência da renúncia do governador titular para concorrer a uma vaga no Senado Federal, vice-governador eleito tomou posse no cargo de titular. | [ 8 ]                                        |
| 8°                                           | Paulo Quartiero                              |                                              |                                              | Democratas DEM                               | Suely Campos (PP)                            | 1º de janeiro de 2015                        | 25 de janeiro de 2018                        | Vice-governador eleito renunciou ao mandato | [ 9 ] [ 10 ]                                 |
| -                                            | Cargo Vago                                   | Cargo Vago                                   | Cargo Vago                                   | Cargo Vago                                   | Suely Campos (PP)                            | 25 de janeiro de 2018                        | 10 de dezembro de 2018                       | Vacância do cargo em decorrência da renúncia do vice-governador titular, que abdicou do mandato alegando incompatibilidade com a então governadora                      | [ 11 ]                                       |
| -                                            | Cargo Vago                                   | Cargo Vago                                   | Cargo Vago                                   | Cargo Vago                                   | Antônio Denarium (PSL)                       | 10 de dezembro de 2018                       | 1º de janeiro de 2019                        | Vacância dos cargos de governador e vice em detrimento a Intervenção Federal em Roraima em 2018 que afastou a chapa eleita em 2014.                                     | [ 12 ]                                       |
| 9°                                           | Frutuoso Lins Cavalcante Neto                |                                              |                                              | Partido Trabalhista Cristão PTC              | Antônio Denarium (PSL)                       | 1º de janeiro de 2019                        | 1º de janeiro de 2023                        | Vice-governador eleito em sufrágio universal. | [ 13 ]                                       |
| 10°                                          | Edílson Damião Lima                          |                                              |                                              | Republicanos REP                             | Antônio Denarium (PP)                        | 1º de janeiro de 2023                        | atualidade                                   | Vice-governador eleito em sufrágio universal. | [ 14 ]                                       |